# Partido MAN
De Partido MAN, officieel Movementu Alsa Nashon ('Beweging Verhef de Natie'), is een Curaçaose politieke partij van sociaaldemocratische signatuur. Oorspronkelijk was M.A.N. de afkorting van Movementu Antia Nobo ('Beweging voor een Nieuwe Antillen'), tot de partij in haar congres van 2005 besloot de volledige naam te schrappen en de puntjes verdwenen. Sindsdien is MAN slechts een letterwoord.

## Geschiedenis

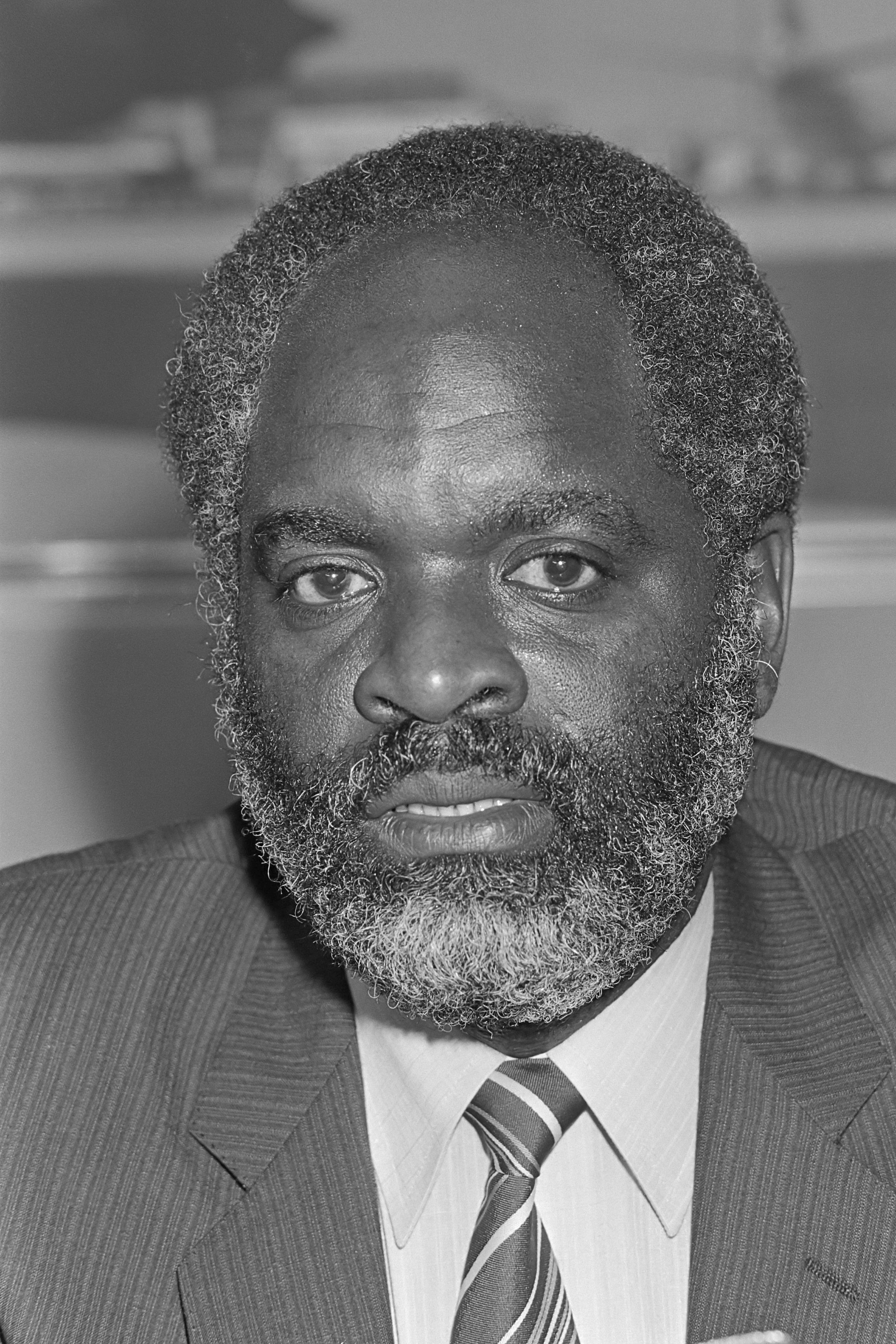
Don Martina (1981)

De partij werd opgericht op 6 februari 1971. Mede-oprichter en eerste voorzitter was Don Martina. De partij nam een sociaaldemocratisch profiel aan en plaatste zich daarmee in het politieke spectrum links van de oude partijen DP en de NVP, maar was gematigder dan de FOL. Bij de verkiezingen voor de eilandsraad van Curaçao in 1971 werd meteen een zetel gewonnen, maar twee jaar later bij de verkiezingen voor de Staten van de Nederlandse Antillen behaalde de partij geen zetels. Daarom besloot men in 1975 om zich bij de grotere FOL aan te sluiten, om zodoende als grote linkse partij te proberen de macht van de oude partijen DP en NVP te breken. Dit lukte: de FOL werd bij de eilandsraadsverkiezingen van 1975 met 8 van de 21 zetels de grootste partij en Don Martina werd namens de MAN gedeputeerde in het bestuurscollege. Bovendien kon Wilson 'Papa' Godett namens de FOL in de Antilliaanse regering plaatsnemen, nadat de kleinere PSD uit de coalitie stapte. Twee jaar later in 1977 behaalde de FOL-combinatie echter slechts 3 van de 12 Curaçaose Statenzetels (evenveel als de FOL in 1973 alleen behaalde), waardoor de partij niet in de Antilliaanse regering kwam en de coalitie op eilandsniveau door de NVP werd opgeblazen. Vervolgens zegde de FOL ook de samenwerking met de MAN op.
In 1979 werd de MAN de grote overwinnaar bij zowel de eilandsraadsverkiezingen (6 van de 21 zetels) als de vervroegde Statenverkiezingen (een absolute meerderheid met 7 van de 12 Curaçaose zetels). Don Martina werd minister-president van de Nederlandse Antillen en de partij leverde bovendien de ministers van Financiën, Onderwijs, Sociale Zaken en Werkgelegenheid en de gevolmachtigde minister in Den Haag (Ronald Casseres). Na eerst buiten het bestuurscollege gehouden te zijn sloot de MAN in 1980 een akkoord met de DP en kwam daardoor met drie gedeputeerden in het eilandsbestuur van Curaçao, in ruil voor deelname van de DP aan de Antilliaanse regering. In 1982 kwam het kabinet ten val nadat de DP de benoeming van een nieuwe minister blokkeerde. Bij de Statenverkiezingen verloor de MAN een zetel, maar bleef met 6 van de 12 Curaçaose zetels veruit de grootste partij en Martina gaf daarop leiding aan een nieuw kabinet met de NVP. Ronald Casseres werd datzelfde jaar benoemd tot gezaghebber van Curaçao. Het kabinet-Martina wist met succes de door Nederland opgedrongen onafhankelijkheid van de Antillen tegen te houden, maar moest zich er in 1983 wel bij neerleggen dat Aruba zich in 1986 los zou maken uit het Antilliaanse staatsverband en een 'status aparte' kreeg, voorbereidend op volledige onafhankelijkheid in 1996. Ook in 1983 won de MAN de eilandsraadsverkiezingen met 8 zetels (+2) en bleef daardoor in het bestuurscollege.
Begin 1984 braken ambtenarenstakingen uit en in juni kwam het kabinet ten val nadat de parlementsvoorzitter het vertrouwen in het kabinet opzegde. De NVP formeerde daarop een kabinet zonder de MAN, die ook uit het bestuurscollege werd gezet.
In 1985 werden vervroegde Statenverkiezingen gehouden, waarbij door het uittreden van Aruba het aantal Curaçaose zetels steeg van 12 naar 14, maar de MAN slechts 4 zetels (−2) wist te behalen. Omdat de andere partijen niet met grote winnaar NVP wilden samenwerken, kwam de MAN desondanks in januari 1986 toch in de regering met Martina wederom als minister-president. Ook keerde de MAN terug in het bestuurscollege. Door de slechte economische situatie moest er veel bezuinigd worden en vielen er vele ontslagen binnen de overheid. Uiteindelijk trok de FOL in 1988 zijn steun aan het kabinet in, dat daarop viel. De NVP vormde een nieuwe regering en de MAN werd buitenspel gezet. De partij verloor haar leidende positie en wist bij de verkiezingen in 1990 en 1991 nog slechts resp. 2 Staten- en 3 eilandsraadszetels te veroveren.
Bij het staatkundig referendum van 1993 pleitte de partij net als alle andere partijen voor autonomie, maar de bevolking koos voor behoud van de Antillen als eenheid. In 1994 won de nieuwe partij PAR de Statenverkiezingen en formeerde een kabinet, waaraan ook de MAN met één minister deelnam. In 1995 verdubbelde de partij het aantal eilandsraadszetels en vormde met de PAR ook het bestuurscollege. Na de Statenverkiezingen van 1998 (2 zetels) bleef de partij buiten de Antilliaanse regering, maar ondanks fors verlies bij de eilandsraadsverkiezingen in 1999 (2 zetels, −4) bleef de partij in het bestuurscollege. Bij de Statenverkiezingen van 2002 verloor de MAN alle zetels, bij de eilandsraadverkiezingen in 2003 werden 2 zetels behouden en verdween de partij naar de oppositie. In 2004 keerde de partij wel weer terug in het bestuurscollege met de nieuwe partijleider Charles Cooper als gedeputeerde. Bij de allerlaatste Statenverkiezingen begin 2006 - de Antillen als eenheid houden eind 2008 op te bestaan - behaalde de partij 3 Statenzetels (tweede partij na de PAR), maar bleef buiten de regering. Eind 2006 schaarde de partij zich onder de tegenstanders van de afspraken met Nederland over autonomie en overname van de staatsschuld in ruil voor een stringent financieel beleid. Bij de eilandsraadverkiezingen van 20 april 2007 behaalde de partij 5 zetels en werd daarmee de op een na grootste partij van Curaçao.
Toen de partij tijdens de vervroegde statenverkiezingen op 19 oktober 2012 zelfstandig meedeed behaalde ze 2 van de 21 zetels.
Na de statenverkiezingen van 5 oktober 2016 kwam het kabinet-Koeiman tot stand, waarmee de MAN haar tweede premier leverde.